# Farlowella taphorni
Farlowella taphorni är en fiskart som beskrevs av Michael E. Retzer och Page, 1997. Farlowella taphorni ingår i släktet Farlowella och familjen Loricariidae. Inga underarter finns listade i Catalogue of Life.